# Bad Krozingen
Bad Krozingen (pronunciación en alemán: /baːt ˈkʁɔt͡sɪŋən/ⓘ) es una ciudad de Brisgovia-Alta Selva Negra en Baden-Wurtemberg, al sur de Alemania en plena Selva Negra.
A 31 de diciembre de 2015 tiene 18 692 habitantes.

## Geografía
Bad Krozingen queda ubicado en Breisgau, cerca de 15 km al sur de Freiburg im Breisgrau y alrededor de 45 kilómetros con respecto a Basilea. La ciudad conforma junto a Staufen un Mittelzentrum. Bad Krozingen está rodeado de campos de maíz y de tabaco. A través de la ciudad corre el pequeño río Neumagen, el cual desemboca en el Rin. 